# Bousseraucourt
Bousseraucourt település Franciaországban, Haute-Saône megyében. Lakosainak száma 45 fő (2022. január 1.). Bousseraucourt Godoncourt, Regnévelle, Jonvelle, Ameuvelle, Fignévelle és Grignoncourt községekkel határos.

## Népesség
A település népességének változása:
| Lakosok száma | 57   | 52   | 50   | 49   | 48   | 47   | 46   | 46   | 45   |
|               | 2010 | 2013 | 2015 | 2017 | 2018 | 2019 | 2020 | 2021 | 2022 |